# Ur spår
Ur spår är en svensk drama-komedifilm från 2022. Den är regisserad av Mårten Klingberg, med manus skrivet av Maria Karlsson.
Filmen hade biopremiär i Sverige den 28 januari 2022, utgiven av SF Studios.

## Handling
Filmen handlar om syskonparet Daniel och Lisa som tar sig igenom livet på helt olika sätt, men en sak får de båda gemensamt, att de ska klara av att åka hela Vasaloppet. Daniel är VD som på fritiden idrottar på elitnivå, medan Lisa är en arbetslös, frånskild mamma med en dotter som hellre vill bo tillsammans med sin pappa.

## Rollista (i urval)
- Katia Winter – Lisa
- Fredrik Hallgren – Daniel
- Matilda Källström – Kranskullan Emelie
- Rakel Wärmländer – Klara
- Ulf Stenberg – Anders
- Torkel Petersson – Björn
- Christian Wennberg – Jens
- Susanne Thorson – Philippa
- Peter Perski – Cesar
- Chatarina Larsson – Irma
- Mårten Klingberg – Niklas
- Leif Andree – taxichauffören
- Maria Sid – socialsekreteraren
- Irma Schultz – läkaren
- Anders Brink Madsen – dansk skidåkare

## Produktion
Filmen är producerad av Cecilia Forsberg och Emma Nyberg på Jarowskij och Yellow Bird, i samproduktion av Filmpool Nord. Inspelningen av filmen startade den 24 februari 2020 i Dalarna längs Vasaloppsspåret mellan Sälen och Mora. Vissa scener spelades även in i Luleå.